# New York Harbor

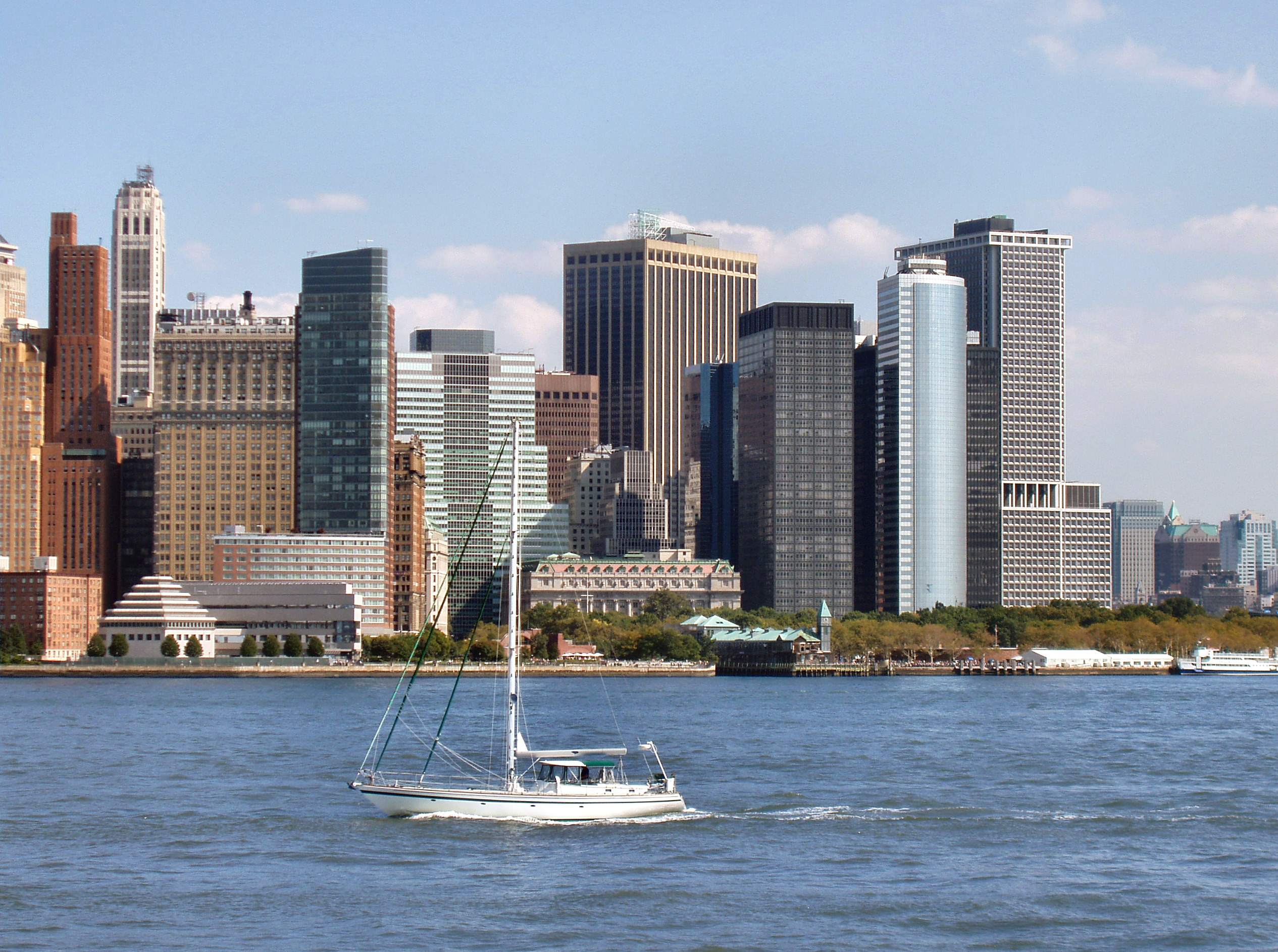
Södra Manhattan.

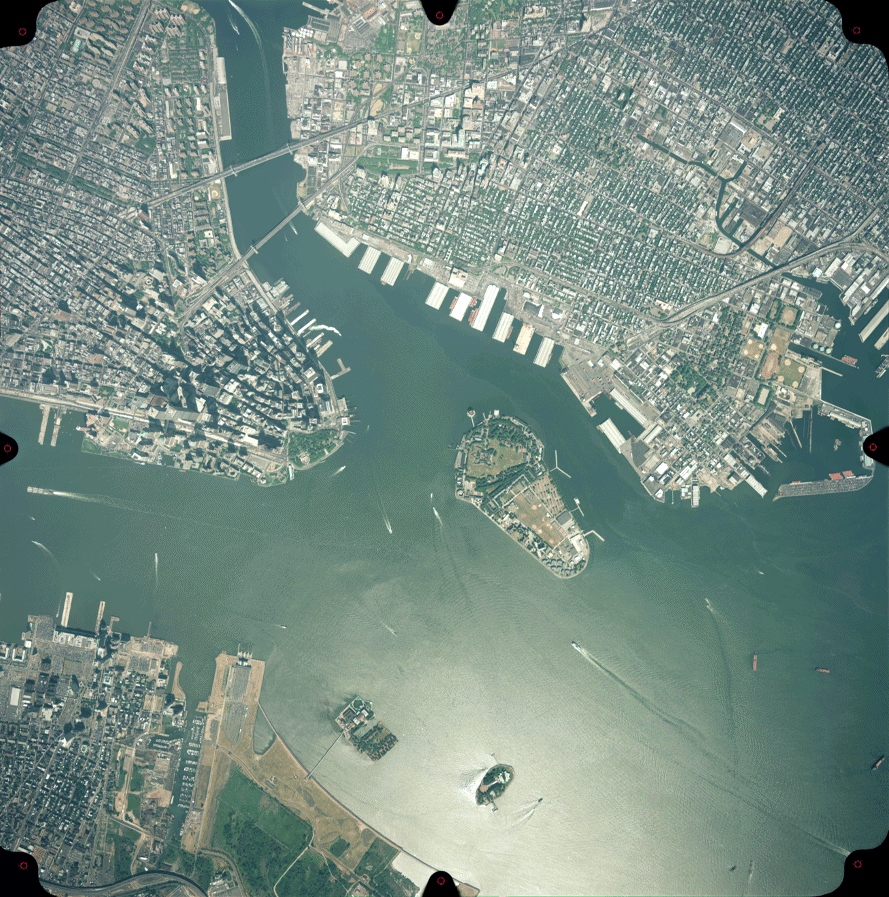
Upper New York Bay vid Hudsonflodens mynning (vänster)

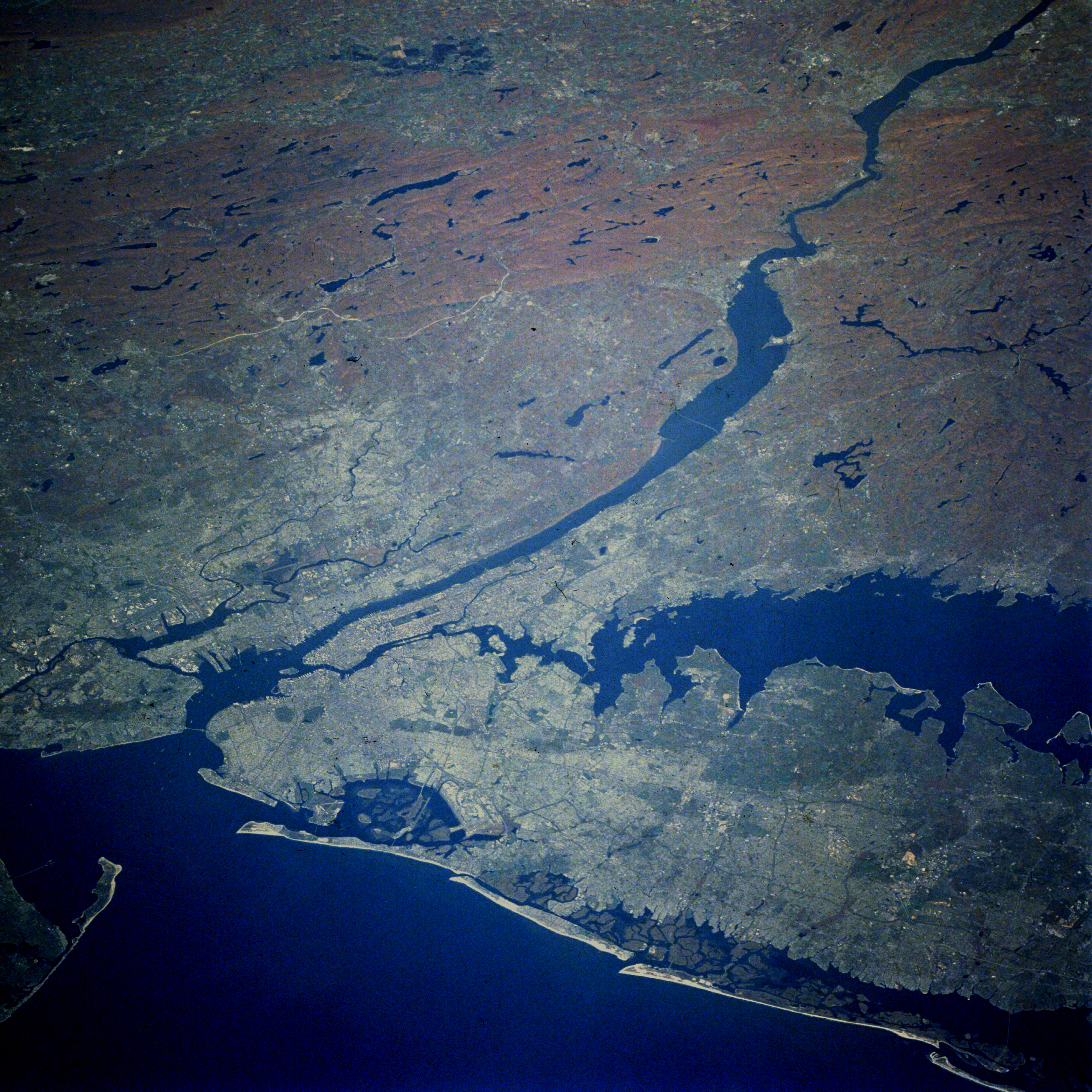
Sandy Hook och Rockaway Point.

New York Harbor är en del av New York och New Jerseys hamn, som ligger vid Hudsonflodens mynning, där den leder till New York Bay. Den är en av världens största naturliga hamnar. Fastän United States Board on Geographic Names inte använder sig av begreppet, spelar New York Harbor en viktig roll inom historia, politik, ekonomi och ekologi.

### Fotnoter
1. ↑  Walsh, Kevin J., Forbes, http://www.forbes.com/sites/gcaptain/2011/10/25/the-port-of-new-york-and-new-jersey-a-critical-hub-of-global-commerce/
2. ↑  ”Cross Harbor Freight Program - Studies & Reports - The Port Authority of NY & NJ”. Crossharborstudy.com. 11 september 2001. Arkiverad från originalet den 18 augusti 2019. https://web.archive.org/web/20190818095516/http://crossharborstudy.com/. Läst 26 mars 2013.
3. ↑  ”Replacement of Anchorage Channel Water Siphons”. New York City Economic Development Commission. 13 februari 2013. http://www.nycedc.com/project/replacement-anchorage-channel-water-siphons. Läst 15 mars 2012.
4. ↑  ”How The Earth Was Made”. © 1996-2011, A&E Television Networks, LLC. All Rights Reserved. http://www.history.com/shows/how-the-earth-was-made/videos/new-york-harbor#new-york-harbor. Läst 19 september 2011.